# ميرندا جولي
ميرندا جولي (بالإنجليزية: Miranda July)‏ هي فنانة وكاتِبة وكاتبة سيناريو وموسيقية ومخرجة وممثلة أمريكية، ولدت في 15 فبراير 1974 ببلدة باري في الولايات المتحدة.

## وصلات خارجية
- ميرندا جولي على موقع IMDb (الإنجليزية)
- ميرندا جولي على موقع مونزينجر (الألمانية)
- ميرندا جولي على موقع ألو سيني (الفرنسية)
- ميرندا جولي على موقع ميوزك برينز (الإنجليزية)
- ميرندا جولي على موقع أول موفي (الإنجليزية)
- ميرندا جولي على موقع بوكس أوفيس موجو (الإنجليزية)
- ميرندا جولي على موقع قاعدة بيانات الأفلام السويدية (السويدية)
- ميرندا جولي على موقع أول ميوزيك (الإنجليزية)
- ميرندا جولي على موقع ديسكوغز (الإنجليزية)
- ميرندا جولي على موقع قاعدة بيانات الفيلم (الإنجليزية)